# راه‌آهن رامنی، هایت و دیمچرچ
راه‌آهن رامنی، هایت و دیمچرچ (انگلیسی: Romney, Hythe and Dymchurch Railway) یک خط آهن سبک ۳۸۱ میلی‌متری در کنت (انگلستان) است که لوکوموتیوهای دودی و درون‌سوز بر روی آن حرکت می‌کنند. طول این خط آهن ۱۳ ۱⁄۲-مایل (۲۱٫۷-کیلومتر) است و بندر سینک در هایت را از طریق دیمچرچ، سنت مِـری و نیو رامنی به دانجنس متصل می کند.